# 1927 en Belgique
Chronologie de la Belgique
- 1923
- 1924
- 1925
- 1926
- 1927
- 1928
- 1929
- 1930
- 1931

Cette page recense des événements qui se sont produits durant l'année 1927 en Belgique.

## Chronologie
- 27 février : Jules Renkin prononce un discours à Bruxelles en faveur du regroupement de tous les catholiques sur le plan politique[1].
- 4 juin : première parution du Grenz-Echo, titre de presse catholique germanophone.
- 24 juillet : inauguration de la Porte de Menin à Ypres.
- 15 septembre : la Belgique n'obtient pas la majorité pour être réélue à son siège de membre non permanent du conseil de la Société des Nations, malgré le soutien des pays signataires du pacte de Locarno[2].
- 1er octobre : « discours de Seraing (nl) ». Dans son discours prononcé aux usines Cockerill, le roi Albert Ier souligne l'importance de la recherche scientifique pour le développement économique de la Belgique.
- 21 novembre : démission du gouvernement Jaspar I (catholique-libéral-socialiste)[3].
- 22 novembre : installation du gouvernement Jaspar II (catholique-libéral)[3].

## Culture

### Architecture

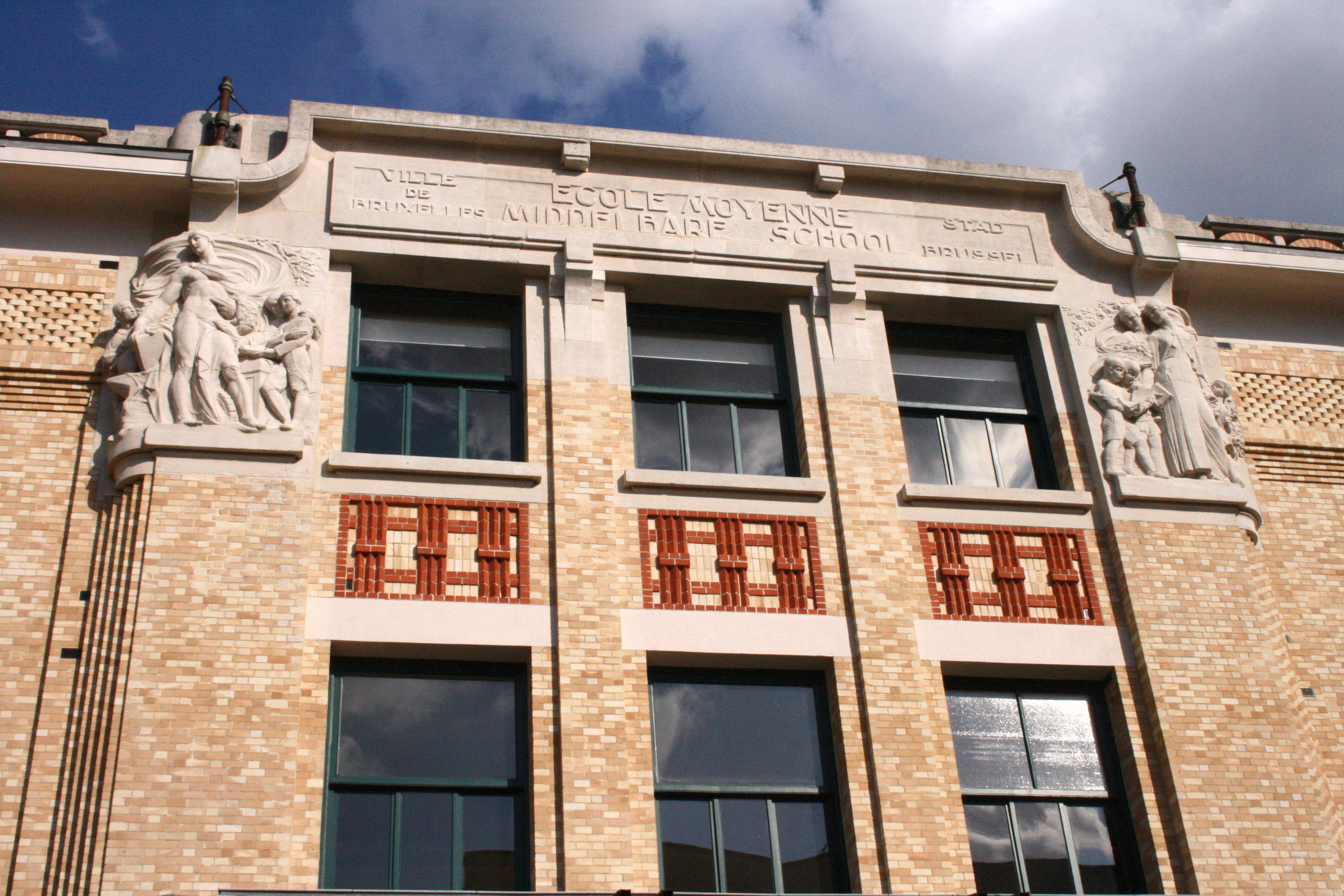
Façade de l'École moyenne A de la Ville de Bruxelles (Art déco)
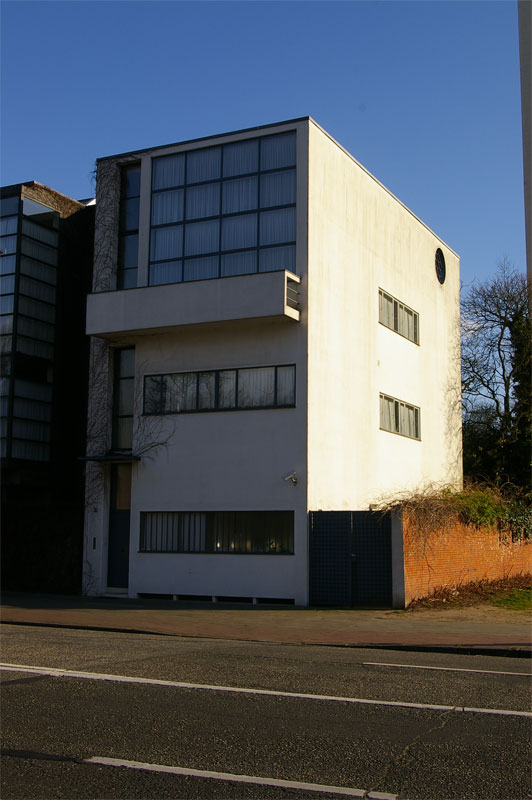
Maison Guiette à Anvers, imaginée par Le Corbusier.
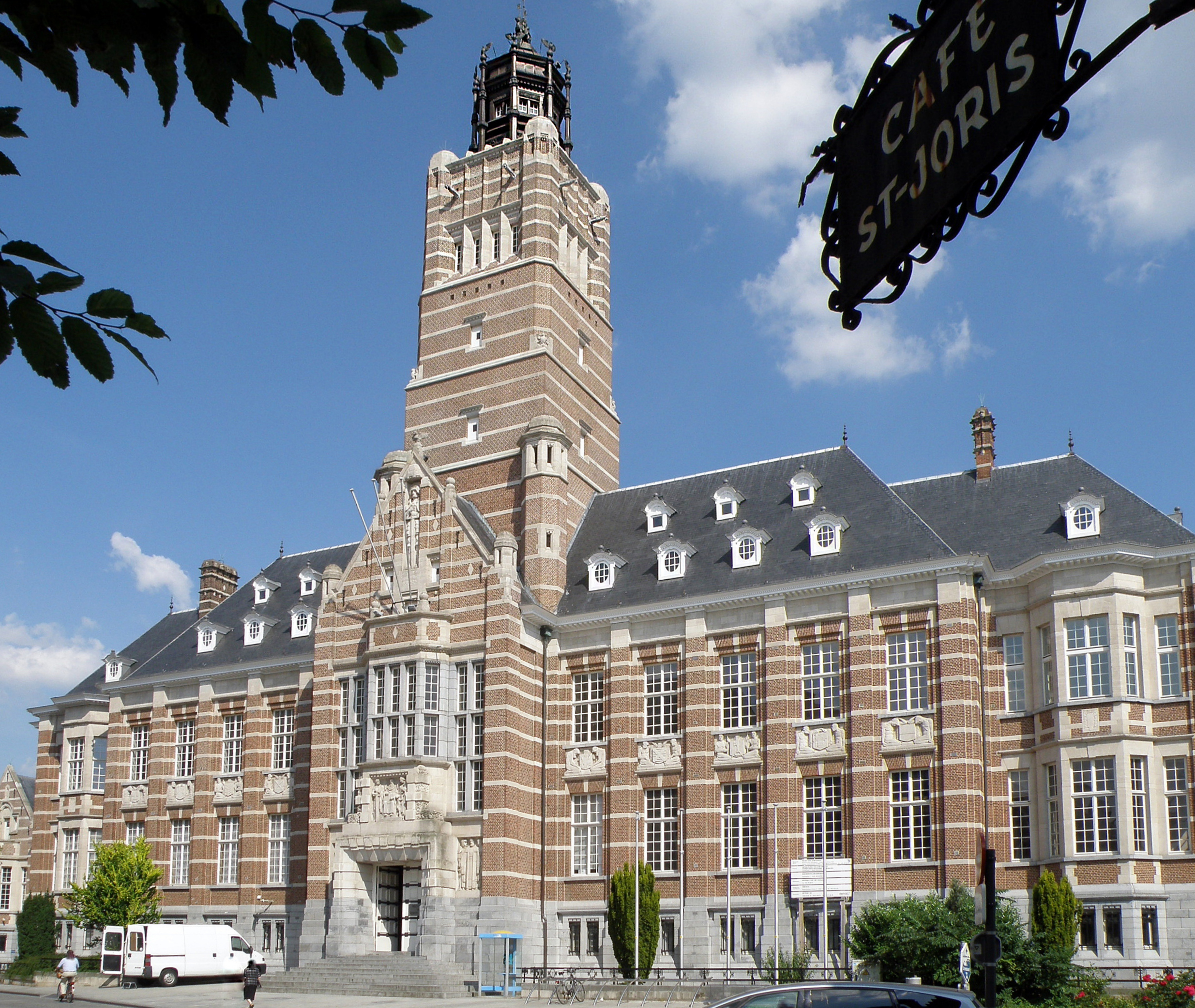
Palais de justice de Termonde (style éclectique, Valentin Vaerwijck)
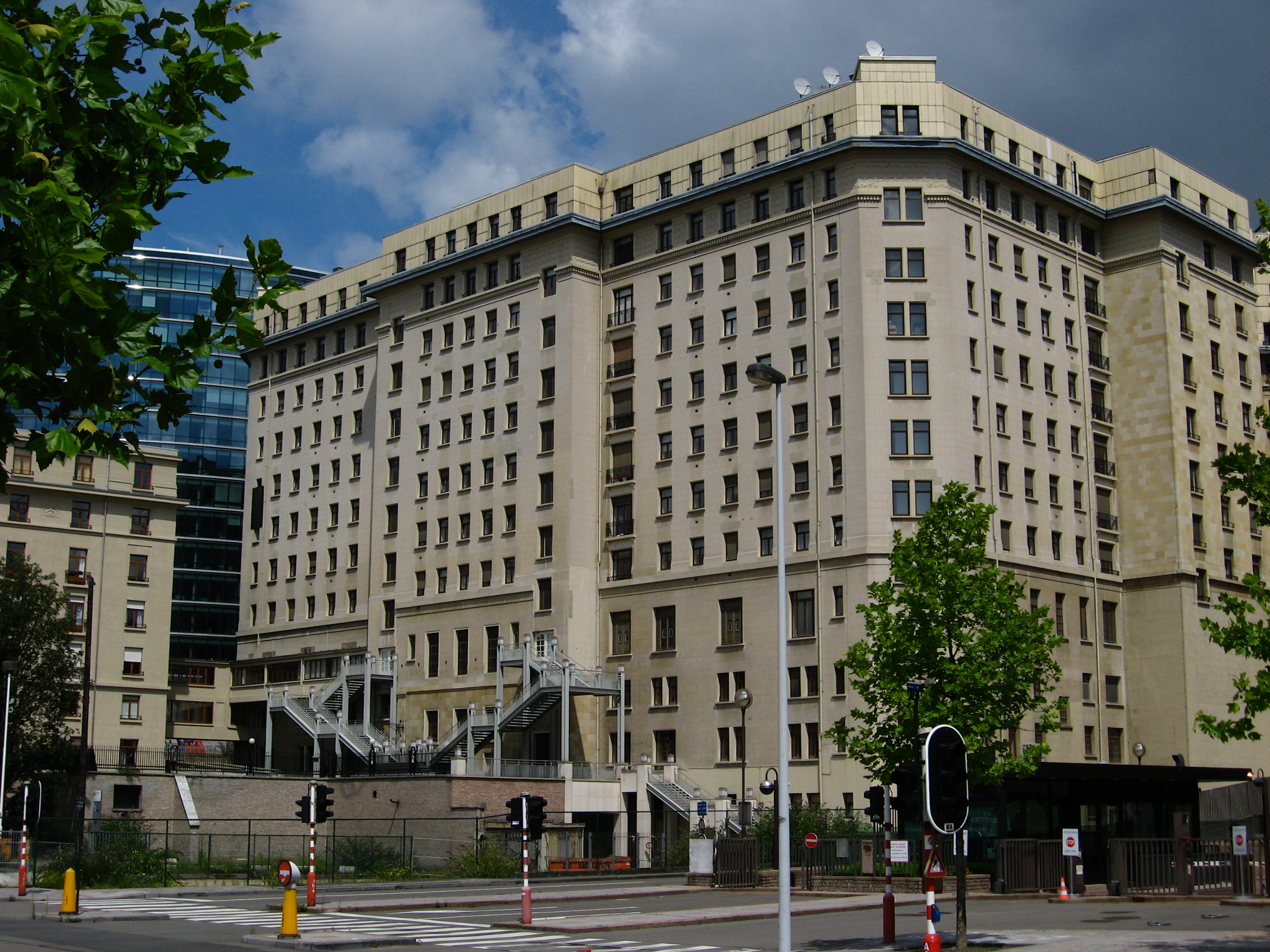
Résidence Palace, immeuble Art déco dessiné par Michel Polak.
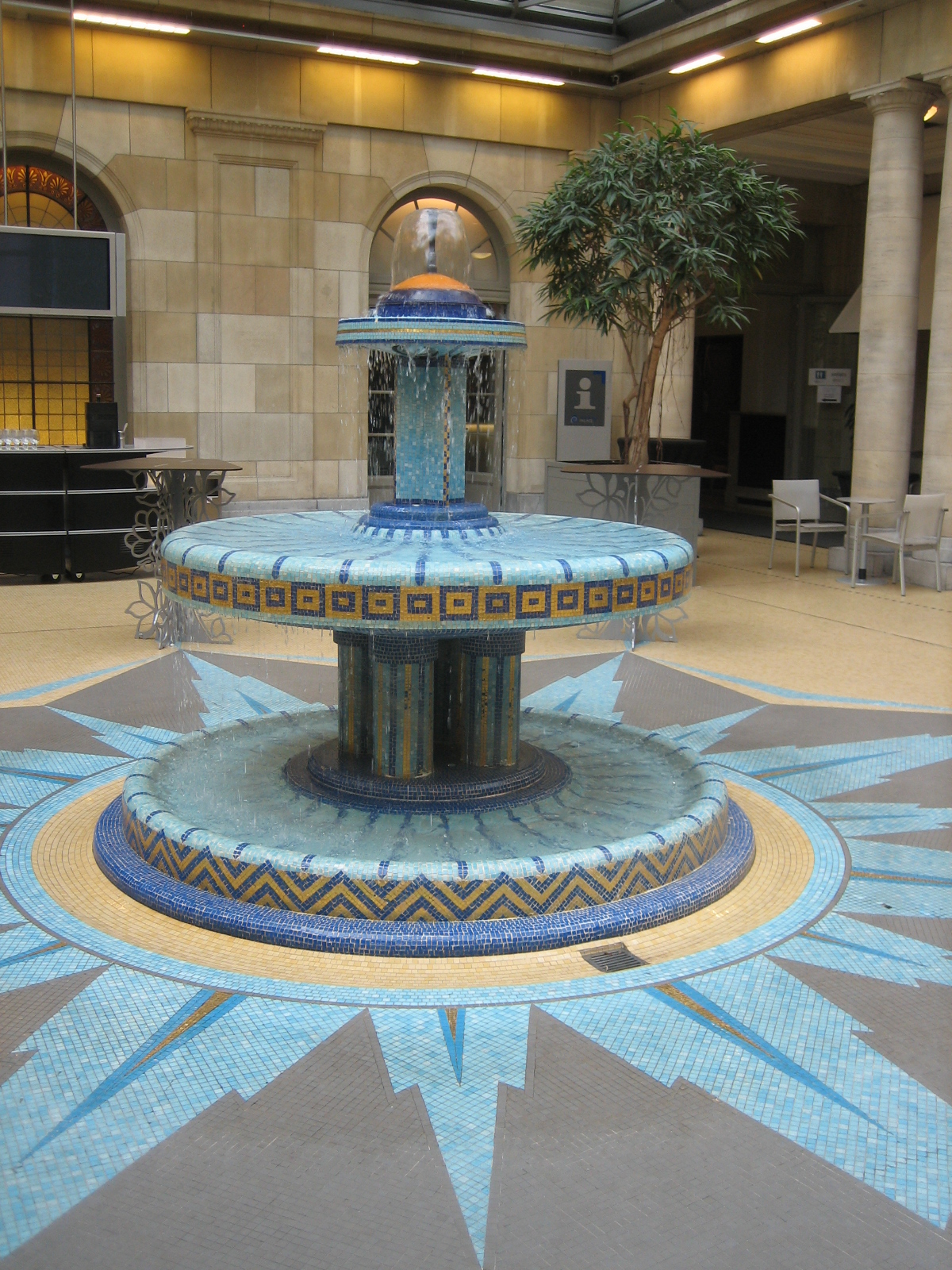
Fontaine du patio du Résidence Palace.

### Littérature
- L'Autre vie et L'Œil éclairé, recueils d'Henri Vandeputte[4].
- Déchirures, recueil de Robert Vivier[5].
- Le Déclin du Waterhoek (De teleurgang van den Waterhoek), roman de Stijn Streuvels.
- L'Enfant prodigue, recueil de Marcel Thiry[6].
- Images de la vie de saint François, pièce de Michel de Ghelderode[7].
- Le Promeneur, recueil d'Odilon-Jean Périer[8].

### Peinture

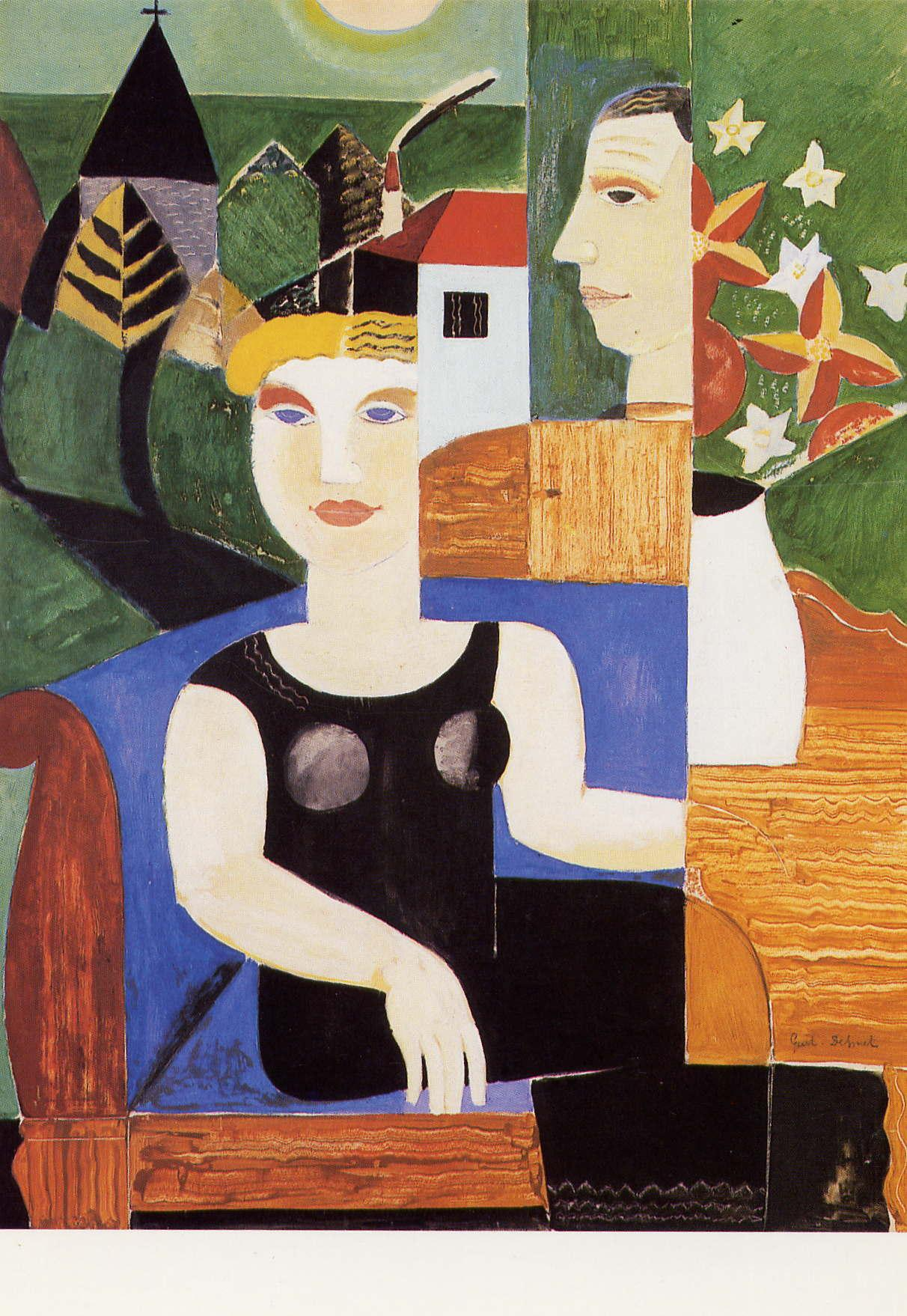
L'Artiste et sa femme (Gustave de Smet)

## Sciences
- Du 24 au 29 octobre : cinquième congrès Solvay de physique consacré à la mécanique quantique, à Bruxelles.

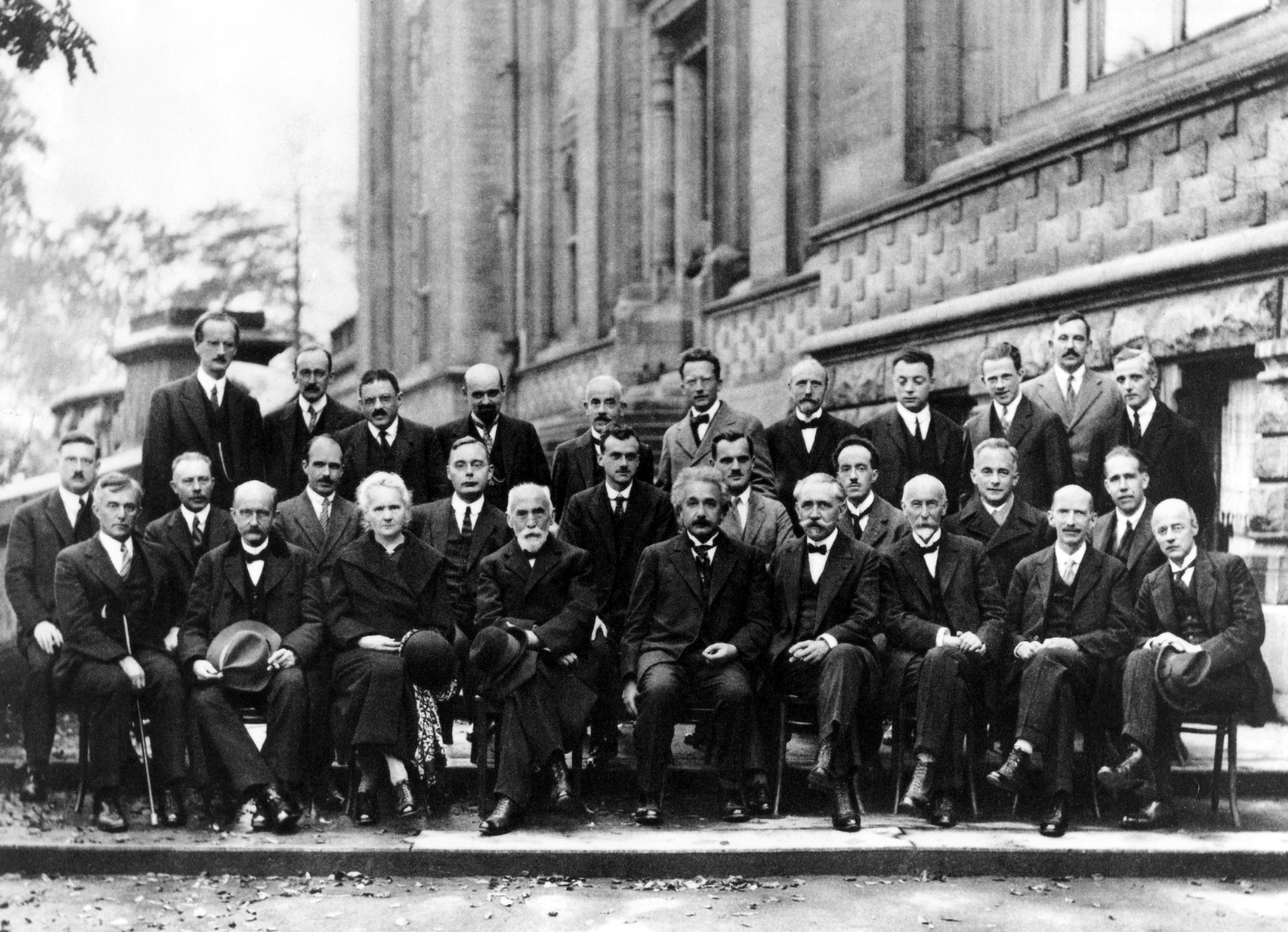
Congrès Solvay de physique, à Bruxelles, octobre 1927.

## Naissances
- 24 janvier : Jean Raine, peintre, écrivain († 30 juin 1986).
- 26 janvier : Victor Mees, joueur de football († 11 novembre 2012).
- 30 janvier : Jef Nys, auteur de bande dessinée († 20 octobre 2009).
- 8 février : Dan Van Severen, peintre († 15 février 2009).
- 28 février : Joseph Noiret, artiste († 17 janvier 2012).
- 20 avril : Roger Decock, coureur cycliste († 30 mai 2020).
- 1er mai : Roland Verhavert, réalisateur et producteur de cinéma († 26 juillet 2014).
- 7 mai : Luc de Heusch, réalisateur, écrivain et anthropologue († 7 août 2012).
- 13 mai : Pierre Falize, homme politique († 13 juillet 1980).
- 24 juin : Fons Van Brandt, joueur de football († 24 août 2011).
- 8 juillet : Willy De Clercq, homme politique († 28 octobre 2011).
- 1er août : André Cools, homme politique († 18 juillet 1991).
- 9 août : Alois De Hertog, coureur cycliste († 22 novembre 1993).
- 11 octobre : Joséphine-Charlotte de Belgique, grande-duchesse de Luxembourg († 10 janvier 2005).
- 19 octobre : Pierre Alechinsky, peintre et graveur.
- 23 octobre : Sadi, musicien de jazz († 20 février 2009).
- 30 octobre : Will, auteur de bande dessinée et peintre († 18 février 2000).
- 31 octobre : Pieter Van den Bosch, joueur de football († 31 janvier 2009).

## Décès
- 19 janvier : Charlotte de Belgique, impératrice du Mexique (° 7 juin 1840).
- 17 mai : Émile-Jean Seghers, évêque de Gand (° 3 septembre 1855).